# Bloque Oriental de las FARC-EP
Para grupos posteriores a 2016, véase Disidencias de las FARC-EP
El Bloque Oriental de las FARC-EP o Bloque Comandante Jorge Briceño fue una de las 7 unidades subdivisionales de la guerrilla de las Fuerzas Armadas Revolucionarias de Colombia Ejército del Pueblo (FARC-EP). El Bloque Oriental era considerado como la facción militar más grande y fuerte de este grupo.

## Historia
Fundado en el Pleno del Estado Mayor Central de febrero de 1987, para agrupar y expandir las estructuras guerrilleras presentes en esa región desde 1966 y se expandieron desde 1969, estuvo dividido en grupos de 50-400 militantes que operaban en las diferentes áreas del oriente y sur Colombia.
Aparece a partir del Frente 1 o Armado Ríos, creado en 1969 enviado como comisión de las FARC-EP al Vaupés, con indígenas en sus filas y operó mayoritariamente en el departamento colombiano de Guaviare y fue un frente madre y una de las estructuras principales de las FARC-EP, y de su financiación en especial por el secuestro y el narcotráfico. En 1978 se crea el Frente 7 o Jacobo Prías Alape en el Meta. En 1979 con una toma guerrillera aparece el Frente 10 o Guadalupe Salcedo en Arauca. En 1982 aparece el Frente 22 en Cundinamarca con fines financieros. En 1983 aparece el Frente 16 o José Antonio Páez en el Vichada. En 1984 aparecen: el Frente 26 o Hermógenes Maza en el Meta; El Frente 27 o Isaías Pardo y el Frente 28 o José María Córdoba en  Boyacá y Casanare. En 1985 aparece el Frente 31 o Pedro Nel Jiménez Obando en el Meta. Para 1987 aparecen: el Frente 38 o Ciro Trujillo Castaño, en los límites entre Cundinamarca, Casanare y Boyacá; El Frente 39 Joaquín Ballen o Ricaurte Jiménez; El Frente 40 o Jacobo Arenas; El Frente 45 o Atanasio Girardot en Boyacá, Arauca y Norte de Santander; y se designa al Mono Jojoy para crear una columna móvil conformada por los frentes 14 y 15, en la región de los Llanos del Yarí en Caquetá. En 1989 aparecen los Frentes 42 o Manuel Cepeda Vargas en Cundinamarca y el Frente 44 o Antonio Ricaurte en el Meta. En 1991 creado el Frente 43 o José Luis Lozada en el Meta. Creados en 1993 el Frente 51 o Jaime Pardo Leal en Cundinamarca; el Frente 52 o Juan de la Cruz en Cundinamarca y Boyacá; el Frente 54 o Ángel Bonilla en Cundinamarca; el Frente 55 o Teófilo Forero en Cundinamarca. En 1998 en la zona de distensión se crea el Frente Reinaldo Cuellar en el Meta (desarticulado en 2002, pero fue reactivado en 2007). Para 2002 formados: el Frente 62;el Frente urbano Antonio Nariño, operaba en Bogotá.y el Frente Urías Rondón en el Meta. En 2003 nace la Compañía Abelardo Romero. En 2007 surge el Frente Policarpa Salavarrieta inicialmente en Cundinamarca pasa al Meta. En 2010 se crean los  Frente 17 o Angelino Godoy y el Frente 25 como apoyo del Plan Estratégico de Expansión. Y en 2011 surgen: el Frente Camilo Tabaco;el Frente Camilo Torres en el Meta; el Frente Víctor Saavedra en el Guaviare, y el Frente Acacio Medina en el Guainía y las fronteras con Venezuela y Brasil.
Este Bloque se caracterizó por las Pescas Milagrosas (Secuestros Masivos en retenes ilegales) en la Vía al Llano, entre otras. Desarrollo acciones como la Toma de Mitú y Toma de Miraflores.Presentaron combates con las AUC, y grupos paramilitares. Fue golpeado por los planes militares: Plan Patriota (Operación Libertad Uno, la Operación Sol Naciente) y el Plan Consolidación.
El 31 de diciembre de 2009 y el 1 de enero de 2010, el frente 43 fue bombardeado por la Fuerza Aérea Colombiana (FAC) y emboscado por la Fuerza de Tarea Conjunta Omega como parte de la Operación Dinastía, desmantelando el frente guerrillero.
El 13 y 14 de junio de 2010, las Fuerzas Militares de Colombia llevaron a cabo la Operación Camaleón en la que rescataron a 4 miembros de la Fuerza Pública secuestrados por las FARC-EP en la Toma de Mitú y Toma de Miraflores en 1998. Miembros del frente 7 de las FARC-EP mantenían a los secuestrados.  Vista Hermosa (Meta) fue el municipio que más minas antipersona tuvo en Colombia.

### Después de la desmovilización
Según información de la Procuraduría General de la Nación, los frentes 1 y 7 no harían parte del proceso de desmovilización, yendo en contravía de los acuerdos de Paz. (Véase Disidencias de las FARC-EP).

## Estructura militar

### Comandantes y miembros principales
Este grupo de comandantes fue llamado algunas veces "EMBO" (Estado Mayor del Bloque Oriental). El Departamento de Justicia de los Estados Unidos ofrecía recompensas por información que conlleve a la captura y el arresto de cada uno de estos comandantes. 
| Foto | Alias                                                | Nombre                            | Jerarquía                                                                              | Nota |
| ---- | ---------------------------------------------------- | --------------------------------- | -------------------------------------------------------------------------------------- | --- |
|      | Carlos Antonio Losada                                | Julián Gallo Cubillos             | Comandante del Bloque y jefe de la RUAN (Red Urbana Antonio Nariño)                    | Fue el máximo jefe de las FARC-EP en el área militar, hizo parte de la delegación de negociación de las FARC-EP en Cuba. |
|      | Mauricio Jaramillo, "El médico"                      | Jaime Alberto Parra               | Comandante del Bloque                                                                  | Fue comandante del Bloque Oriental, luego de la muerte del "Mono Jojoy", hizo parte de la delegación de negociación de las FARC-EP en Cuba. |
|      | Jorge Briceño Suárez, "Mono Jojoy"                   | Víctor Julio Suárez Rojas         | Comandante del Bloque                                                                  | Comandante del ala militar de las FARC-EP. Abatido el 23 de septiembre de 2010. |
|      | "Grannobles", Germán Briceño Suárez                  | Noé Suárez Rojas                  | Jefe Frente 10                                                                         | Miembro de disidencias de las FARC-EP. Fue sacado de la jefatura del Frente 10 de las FARC-EP. |
|      | El Paisa                                             | Hernán Darío Velázquez            | Comandante de la Columna Móvil Teófilo Forero                                          | Abatido en 2021, se unió a las disidencias de las FARC-EP en 2019, hizo parte de la delegación de negociación de las FARC-EP en Cuba. |
|      | Marco Aurelio Buendía                                | Carlos Arturo Osorio Velásquez    | Jefe del Frente 22                                                                     | Abatido en la Operación Libertad Uno, el 30 de octubre del 2003 |
|      | Gentil Duarte                                        | Miguel Botache Santillán          | Jefe del Frente 7                                                                      | Abatido en 2022, Jefe de grupo de Disidencias de las FARC-EP. |
|      | "Romaña"                                             | Henry Castellanos Garzón          | Cabecilla del Bloque Oriental.                                                         | Abatido en 2021, miembro de las Disidencias de las FARC-EP. |
|      | 'Byron Yepes'                                        | Jairo González Mora               |                                                                                        | En 2009, dado por muerto en un bombardeo en La Honda (Meta); en 2011 se descubrió que seguía vivo. En el 2018 obtuvo una de las curules de congresista de las FARC-EP por Bogotá en la Cámara de Representantes; pero renunció por problemas de salud, reemplazandolo Carlos Alberto Carreño Marín |
|      | "Julio Nariño Suárez" Julio Nariño                   | Nicolás Londoño                   | Mano derecha y hombre de confianza de "Mono Jojoy" Perteneció al Frente Antonio Nariño | Capturado en el año 1998 fallecido en el año 2020 fue mano derecha de "Mono Jojoy" pertenecía a la inteligencia interna y operaciones de contrainteligencia de las FARC-EP operaba en los departamentos de: Meta, Guaviare, Vaupés, Guainía, Vichada, Casanare, Caquetá y Cundinamarca.            |
|      | "Efrén Arboleda"                                     | Luis Eduardo López Méndez         | Jefe Frente 10                                                                         | Supuestamente, muerto en Bombardeo. Fue comandante desmovilizado del Frente 10. |
|      | "Negro Acacio".                                      | Tomás Medina Caracas              |                                                                                        | Abatido en 2007, en la Operación Sol Naciente. |
|      | Armando Ríos                                         |                                   | Jefe Frente 1                                                                          | Muere en un enfrentamiento con el Ejército Nacional en 1982. |
|      | Narices                                              |                                   | Jefe Frente 16                                                                         | |
|      | "Jhon 40"                                            | Gener García Molina               |                                                                                        | Dedicado al narcotráfico y miembro de las disidencias de las FARC-EP. |
|      | Urias Cuéllar                                        | Octavio Salamanca                 | Jefe Columna móvil Juan José Rondón                                                    | Abatido en 2001, en la Operación 7 de agosto. |
|      | Miller Perdomo                                       | Vladimir González                 | Jefe Frente 51                                                                         | Abatido en 1999. |
|      | Argemiro                                             |                                   | Jefe Frente 7                                                                          | Asesinado tras desertar. |
|      | Conrado Guanape                                      |                                   | Jefe Frente 10                                                                         | |
|      | Martín Sombra                                        | Ely Mejía Mendoza                 | Jefe Frente 10                                                                         | Capturado en febrero de 2008, conocido como el carcelero de las FARC-EP,libre en 2017, recapturado en 2020. |
|      |                                                      | Pedro Cifuentes                   | Jefe del frente 26                                                                     | |
|      | 'Cadete' o 'Rodrigo'                                 | Édgar Salgado Aragón              | Jefe del Frente 39                                                                     | Comandante del Frente 39. Jefe de las Disidencias de las FARC-EP, abatido en 2019. |
|      | Jhon 15                                              | Alfonzo                           | Jefe del frente 44                                                                     | |
|      | Albeiro Córdoba                                      | Elmer Mata Caviedes               | Jefe del frente 44                                                                     | Comandante Frente 44 Miembro de las Disidencias de las FARC-EP |
|      | "Che"                                                | Jesús María Piedrahíta            | Jefe del frente 45 y 10                                                                | Jefe Frente 45 y Frente 10. Fue asesinado en 2006 por el jefe del Frente Domingo Laín, de la guerrilla del ELN, alias la 'Ñeca'. |
|      | "El Zarco"                                           | Manuel Sierra                     | Jefe del frente 52 y 53                                                                | Comandante de los Frentes 52 y 53 |
|      | César                                                | Gerardo Antonio Aguilar           | Finanzas                                                                               | Capturado en la Operación Jaque. Extraditado. |
|      | "Jaime Parrilla"                                     |                                   | Finanzas                                                                               | Capturado en 2008 |
|      | Gafas                                                | Alexander Farfán                  |                                                                                        | Capturado en la Operación Jaque. Detenido |
|      | "Camilo Tabaco"                                      | Neftaly Murcia Vargas             | Jefe de la Cuadrilla Manuela Beltrán                                                   | Abatido en 2008. En desarrollo de la operación 'Alfil' de la Fuerza Aérea Colombiana. |
|      | ‘Caraquemada’                                        | Carlos Julio Vargas Medina        |                                                                                        | Capturado, condenado por secuestro. Comandante del Frente 41. |
|      | Hugo                                                 | Wílmer Antonio Marín Cano         |                                                                                        | Del frente 22, Capturado en el 2003. |
|      | Hermidas                                             | Wálter Flórez Candil              |                                                                                        | Del frente 26, Capturado en el 2004. |
|      | Alberto Guevara                                      | Arnulfo Suárez González           |                                                                                        | Del Frente 28 |
|      | Julián                                               | Aristo Aponte Alvarado            |                                                                                        | Finanzas del Frente 28 |
|      | Efraín Méndez                                        |                                   |                                                                                        | Del Frente 38 |
|      | Yaír                                                 | Félix Antonio Lara Cifuentes      |                                                                                        | Del Frente 38, Capturado en el 2004. |
|      | Álex Teniente                                        | Vianey Andrés Serna Alzate        |                                                                                        | Fue miembro de las FARC-EP por 15 años, pero se fugó de la guerrilla el 15 de febrero del 2010, siendo jefe de la compañía 'Libardo García' del Frente 1. Se robó casi $1000 millones de pesos. Las autoridades colombianas desconocen su paradero.                                                |
|      | 'Alirio Rojas'                                       | Gildardo García Cardona           | Finanzas                                                                               | Se fugó de las FARC-EP y se encontraría fuera de Colombia. Hasta finales de noviembre de 2009 fue jefe de finanzas del frente 7. Alirio Rojas se fugó de las FARC-EP con aproximadamente $4 mil millones de pesos. El secretariado, ordenó buscarlo y matarlo.                                     |
|      | 'el Loco Iván'                                       | Iván Olivo Merchán Gómez          | Finanzas                                                                               | Preso fugado de la cárcel La Modelo en 1998, se volvió a fugar de la cárcel La Picota en julio del 2001. Fue encargado de las finanzas del Frente 26 y actualmente miembro de las Disidencias de las FARC-EP                                                                                       |
|      | 'Dumar'                                              | Luis Heli Beltrán Garzón          | Finanzas                                                                               | Muerto en combate en 2008. |
|      | 'Pablo Neruda' o 'El Carnicero'                      | Fabián Bedoya Salamanca           |                                                                                        | Del Frente 26, capturado en 2010, conocido como 'El Carnicero' por descuartizar a sus víctimas |
|      | 'Diomer' o 'El Ruso'                                 | Daniel Vásquez Mendoza            | Jefe del Frente 45                                                                     | Supuestamente abatido, fue capturado en 2009. |
|      | 'Uriel', 'William Uribe' , 'Saldarriaga' o 'Chenco': | Everth Ortiz Ruiz                 | Jefe del Frente 45                                                                     | Fue capturado en 1993. |
|      | "Negro Antonio"                                      | Bernardo Mosquera Machado         | Jefe del Frente 42                                                                     | Capturado en el 2009 |
|      | ‘El Campesino’                                       | José Nerup Reyes Peña             | Segundo del Frente 42                                                                  | Supuestamente abatido en 2007. Desmovilizado. |
|      | ‘Lisandro el Diablo’                                 | José Abel Cabrera                 | Jefe del Frente 42                                                                     | |
|      | Chucho                                               | Marbel Zamora                     |                                                                                        | Capturado en el 2008 |
|      | "Parrilla"                                           | William Forero Galvis             |                                                                                        | Abatido. Encargado de finanzas del Bloque 7. |
|      | ‘Jurga Jurga’                                        | José Felipe Rizo Carrascal        |                                                                                        | Exjefe del frente 10. (Muerto en combates el 2009) |
|      | 'Hugo Hernández'                                     | Salvador Hernández                | Finanzas                                                                               | Tercero al mando y jefe de finanzas del Bloque Oriental Abatido en 2010 Abatido en 2010. |
|      | 'Albeiro Córdoba'                                    | Élmer Mata Caviedes               | Finanazas                                                                              | Supuestamente abatido en 2005, jefe de finanzas. Miembro de las disidencias de las FARC-EP. |
|      | Alberto Cartagena                                    |                                   |                                                                                        | Capturado. |
|      | "Jacinto", "El Danto"                                |                                   |                                                                                        | Muerto en el 2003. |
|      | "El Flaco Iván"                                      | Rodrigo Alberto Salazar Montoya   |                                                                                        | Capturado en el 2005. |
|      | Chucho                                               | Gilberto de Jesús Jaramillo Arias |                                                                                        | Capturado en el 2005. |
|      | Geovany Rodríguez                                    | Ernesto Orjuela Tovar             |                                                                                        | Muerto debido a una leucemia |
|      | Rafael Gutiérrez                                     | Luis Eduardo Marín                |                                                                                        | |
|      | "Hermides", "El Quemado"                             | José Parménides Castro            |                                                                                        | Capturado en el 2002. |
|      | Arcesio Angarilla                                    |                                   |                                                                                        | Muerto en el 2004. |
|      | Eliécer                                              | Bertulfo García                   |                                                                                        | Capturado en el 2005. |
|      | Flaminio Gómez                                       | Jesús Vargas Gamboa               |                                                                                        | Muerto en el 2002. |
|      | Silverio                                             | Salvador Vargas León              |                                                                                        | Muerto en el 2003. |
|      | Nelson Robles                                        | Julio Enrique Rincón Rico         |                                                                                        | |
|      | Rubén                                                | Armando Barbosa Tovar             |                                                                                        | |
|      | Robledo                                              | Olivo Guantiva Moreno             |                                                                                        | |

### Frentes del Bloque Oriental
Frente 1 Armando RÍos, Frente Madre o Armando Ríos , se componía de 400 personas y operaba inicialmente en Caquetá trasladado a  Guaviare, Vichada y Guainía
Frente 7 Jacobo Prías Alape se compuso alrededor de 200 combatientes, operaba primordialmente en los departamentos del Meta y Guaviare. En octubre del 2016 este frente se volvió a movilizar en respuesta al asesinato de excombatientes y la pasividad de las autoridades en atender estas muertes.
Frente 10 Guadalupe Salcedo se compuso alrededor de 180 combatientes, operaba primordialmente en el departamento de Arauca y zona fronteriza con Venezuela.
Frente 16 José A. Páez se compuso de unas 80 personas. Operó mayoritariamente en los departamentos del Vichada, Guainía y Vaupés.
Frente 22 Simón Bolívar lo componía cerca de 130 personas. Operó mayoritariamente en el departamento de Cundinamarca.
Frente 26 Hermogenes Maza Estuvo compuesto por alrededor de unos 130 combatientes. Operó mayoritariamente en el departamento del Meta.
Frente 27 Isaías Pardo Tenía cerca de 200 personas y operó en el departamento del Meta.
Frente 28 José María Carbonell  estuvo compuesto de cerca de 120 personas. Operó mayoritariamente en el departamento del Casanare y el de Boyacá. También en Cundinamarca.
Frente 31 Pedro Nel Jiménez Obando se componía de cerca de 120 miembros y operaba en el departamento del Meta. 
Frente 38 Ciro Trujillo Castaño se componía aproximadamente de 100 personas. En los departamentos del Casanare y Boyacá.
Frente 39 Joaquín Ballen o Ricaurte Jiménez se compuso de casi 120 Guerrilleros. Mayoritariamente tenía presencia en el departamento de Vichada. Su último líder fue alias Rodrigo o Cadete.
Frente 40 Jacobo Arenas se componía de alrededor de 350 guerrilleros. Operaron casi siempre en el departamento del Meta.
Frente 42 Manuel Cepeda Vargas o Frente Combatientes de Cundinamarca, se componía de unos 110 guerrilleros. Operó mayoritariamente en el departamento de Cundinamarca.
Frente 43 Joselo Lozada Tenía alrededor de unos 150 miembros y operó por lo regular en el departamento del Meta.
Frente 44 Antonio Ricaurte se componía de unas 120 personas. Operó mayoritariamente en los departamentos del Meta y Guaviare.
Frente 45 Atanasio Girardot  se compuso de unas 150 personas. Operó en el departamento de Boyacá y Arauca.
Frente 51 Jaime Pardo Leal  se compuso de unas 80 personas. Operaba en el departamento de Cundinamarca.
Frente 52 Juan de la Cruz Varela, estuvo compuesto por de cerca de 120 personas. Operó mayoritariamente en el departamento de Cundinamarca y el de Boyacá.
Frente 53  José A. Anzoátegui, se compuso de unas 120 personas. Operó mayormente en el Meta y Cundinamarca.
Frente 54 Miguel Ángel Bonilla  se componía de unos 50 militantes. Operaba mayoritariamente en el departamento de Cundinamarca.
Frente 55 Teófilo Forero se componía de alrededor de 70 militantes aunque su número urbano pudo ser mayor.  Cundinamarca y fue considerada la base bogotana de las FARC-EP. Actos terroristas en Bogotá.
Frente 56 Combatientes de Cusiana Se componía de unas 80 personas y operó mayoritariamente en el departamento del Casanare y el de Boyacá.
Frente Urbano o Red Urbana Antonio Nariño Se compuso más o menos de 50 individuos y operó regularmente en Bogotá. Fue diezmado hacia mediados de la década del 2000.
Frente Urías Rondón Cundinamarca y Meta

### Columnas y Compañías
Las siguientes columnas y compañías también formaron parte del Bloque Oriental de las FARC-EP:
- Columna Móvil Alfonso Castellanos: era una facción de apoyo del frente 10, compuesta de 120 miembros. Operó en el departamento del Arauca.

- Columna Móvil Reinel Méndez: era una facción de apoyo del frente 10, compuesta de 100 miembros, Operó en el departamento del Arauca.

- Columna Móvil Luis Pardo: se compuso de 180 miembros y operó en el departamento del Meta.
- Columna Móvil Teófilo Forero: Considerada la tropa de élite tanto del mismo Bloque Oriental, como del Bloque Sur. Operó en los departamentos del Meta, Caquetá, Huila, y había tomado las operaciones de la RUAN en Bogotá, luego de su desmantelamiento en la década del 2000.

- Columna Móvil Juan José Rondón o Columna Móvil Urías Rondón: se compuso de 250 miembros en Guaviare. El último líder conocido fue Octavio Salamanca, alias "Urias Cuéllar", muerto en el 2001.

- Fuerzas especiales: se componían de 80 hombres y operaron en lo que fue una zona desmilitarizada. Se conocieron como centauros

- Compañía Reinel Méndez: estaba compuesta de 80 hombres y operaba en lo que fue una zona desmilitarizada.

- Compañía Esteban Ramírez: estaba compuesta de 80 hombres y operaba en lo que fue una zona desmilitarizada.

- Compañía Manuela Beltrán: se componía de 50 hombres y operó en el departamento de Cundinamarca.

- Compañía Abelardo Romero: se componía de 40 hombres y operó en el departamento de Cundinamarca.

- Compañía Joaquín Ballén: se componía de 140 hombres y operó en el departamento de Cundinamarca.

- Compañía Che Guevara: Facción del bloque occidental y el Bloque Caribe, se componía de 120 miembros. Operó en lo que fue una zona desmilitarizada.

## Delitos y Financiación
Secuestros Reclutamiento de menores,Terrorismo, Extorsiones y Minería Ilegal etc. Se le han encontrado bienes producto de actividades ilícitas, como en la "Operación Armadillo".
Narcotráfico
En los municipios de Mapiripán, Puerto Concordia, Puerto Gaitán, Cumaribo y Santa Rosalía (Vichada) se le han incautado insumos para producir pasta de coca. En los municipios de La Macarena (Meta), Mapiripán, Puerto Concordia, Puerto Gaitán, Puerto Lleras, Puerto Rico (Meta), Vista Hermosa, Arauquita, Saravena, Tame (Arauca), Carurú, Mitú y Cumaribo se han sembrado hasta 100 hectáreas de coca. Asimismo en Mapiripán, Puerto Concordia, Puerto Lleras, Vista Hermosa, Cumaribo y La Primavera (Vichada) se le han incautado laboratorios para el proceso de coca. Los municipios donde se han encontrado estupefacientes son: Mapiripán, Puerto Gaitán, Cumaribo y Santa Rosalía (Vichada). Estuvieron en alianzas con algunas Bacrim.
Masacres
Arauquita, Arauca (1999): 6 muertos.
El Retorno, Guaviare (2003) 6 muertos.
Tame, Arauca(2004):17 personas.
San José del Guaviare, Guaviare (2006): 4 muertos.
Miraflores, Guaviare (2008):6 muertos
Cumaribo, Vichada.(2012): 5 muertos.

## Proceso de Paz y Desmovilización
Zonas Veredales Transitorias de Normalización en Vista Hermosa (Meta), y en Filipinas (Arauca).